# Glaurocara obesa
Glaurocara obesa är en tvåvingeart som först beskrevs av Villeneuve 1937.  Glaurocara obesa ingår i släktet Glaurocara och familjen parasitflugor.
Artens utbredningsområde är Kongo. Inga underarter finns listade i Catalogue of Life.